# Ostayır
Ostayır är en ort i Azerbajdzjan.   Den ligger i distriktet Jardymly, i den södra delen av landet, 220 km sydväst om huvudstaden Baku. Ostayır ligger 1 025 meter över havet och antalet invånare är 1 611.
Terrängen runt Ostayır är kuperad åt nordost, men åt sydväst är den bergig. Närmaste större samhälle är Yardımlı, 2,2 km öster om Ostayır. 
Omgivningarna runt Ostayır är en mosaik av jordbruksmark och naturlig växtlighet. Runt Ostayır är det ganska tätbefolkat, med 67 invånare per kvadratkilometer.